# Xanthia obsoleta
Xanthia obsoleta là một loài bướm đêm trong họ Noctuidae.